# Bruno Lichene
Bruno Lichene, soprannominato "Milan" (Altare, 27 agosto 1925 – Vesime, 12 febbraio 1945), è stato un partigiano italiano, medaglia d'oro al valor militare alla memoria.

## Biografia
Lavorava come elettricista alle Officine "Scarpa e Magnani" di Savona allorché decise di arruolarsi in Aeronautica. Pochi mesi di servizio e l'annuncio dell'armistizio. Il ragazzo divenne così tra i primi partigiani della Liguria. Per la sua determinazione fu nominato presto comandante di nucleo, poi di squadra e infine ispettore di Brigate "Garibaldi" facenti capo alla Divisione "Fumagalli". A Bruno Lichene fu intitolata, dopo il suo sacrificio, la Brigata partigiana "Valle Uzzone" della "Fumagalli".
Ad Altare a Bruno Lichene hanno intitolato una piazza; una via lo ricorda a Savona.
È fra i soli nove partigiani operanti nel savonese decorati con la medaglia d'oro. Oltre a lui figurano: Augusto Bazzino, Renato Boragine, Giovanni Chiarlone, Roberto Di Ferro, Domenico Lanza, Ermanno Maciocio, Sandro Pertini e Pietro Pajetta.